# Федоренко Наталія Іванівна
Наталія Іванівна Федоренко (Яценко) (нар. 6 вересня 1961, Софіївська Борщагівка, Київська область) — українська веслувальниця. Учасниця літніх Олімпійських ігор 1988 року, чотириразова чемпіонка світу з академічного веслування 1981, 1982, 1983 та 1985 років.

## Біографія
Наталія Федоренко народилася 6 вересня 1961 року в селі Софіївська Борщагівка Києво-Святошинського району Київської області Української РСР (зараз у Бучанському районі Київської області в Україні).
Чотири рази вигравала золоті медалі чемпіонатів світу з академічного веслування у змаганнях вісімок з кермовим — 1981 року в Мюнхені, 1982 року в Люцерні, 1983 року в Дуйсбурзі та 1985 року в Мехелені.
У 1984 році стала переможницею міжнародних змагань «Дружба-84» у змаганнях вісімок із кермовим.
У 1988 році увійшла до складу збірної СРСР на літніх Олімпійських іграх у Сеулі. У фіналі змагань вісімок з кермовим радянська команда, до якої також входили Маргарита Теселько, Марина Знак, Надія Сугако, Сандра Бразаускайте, Олена Пухаєва, Сарія Закірова, Лідія Авер'янова та Аушра Гуделюнайте, посіла 4-е місце, 2-е місце секунди й поступившись 7,18 секунди гребчихам НДР, що завоювали золото.

## Нагороди
- Заслужений майстер спорту СРСР (1981).